# تشارلز بودن
تشارلز بودن (بالإنجليزية: Charles Bowden)‏ هو صحفي وكاتب أمريكي، ولد في 20 يوليو 1945 في جوليت في الولايات المتحدة، وتوفي في 30 أغسطس 2014 في لاس كروسيس في الولايات المتحدة.

## وصلات خارجية
- تشارلز بودن على موقع IMDb (الإنجليزية)
- تشارلز بودن على موقع قاعدة بيانات الفيلم (الإنجليزية)